# RealFlow
RealFlow — компьютерная программа, предназначенная для моделирования и симуляции разнообразных физических тел в динамике и нацеленная для использования прежде всего в индустрии компьютерной графики, анимации и спецэффектов, а не в научных расчётах и исследованиях. «RealFlow» способна моделировать твёрдые тела, деформируемые тела, жидкости, газы, некоторые прочие специфические объекты, а также взаимодействия этих тел между собой. В основе «RealFlow» лежит метод гидродинамики сглаженных частиц (англ. Smoothed Particle Hydrodynamics — SPH). «RealFlow» разработана мадридской компанией Next Limit Technologies. В 2007 году основные разработчики программы — Виктор Гонзалес (исп. Victor Gonzalez), Игнасио Варгас (исп. Ignacio Vargas) и Энгел Тена (англ. Angel Tena) — получили от Академии кинематографических искусств и наук награду «Техническое достижение» (англ. Technical Achievement Award) за создание программы «RealFlow».

## Технологические описание
«RealFlow» в основе своей использует системы частиц для просчета динамики формы физических тел. Алгоритм расчетов «RealFlow» использует метод гидродинамики сглаженных частиц (англ. Smoothed Particle Hydrodynamics — SPH), который позволяет моделирующим среду частицам взаимодействовать между собой. Суть SPH состоит в том, что в зависимости от расстояния между двумя частицами эти частицы могут «слипаться» или «расталкиваться». Каждая частица может иметь свою массу и так называемую «длину сглаживания», которая определяет, на каком расстоянии эта частица будет притягиваться к другим, а на каком — отталкиваться.
Все тела, моделируемые «RealFlow», построенные на точечных частицах, механизм работы которых описан выше. Изначально «RealFlow» был предназначен для моделирования только текучих и вязких тел, в первую очередь жидкостей, однако впоследствии набор поддерживаемых физических тел существенно расширился. В результате «RealFlow» 5-й версии поддерживает твёрдые и деформируемые тела, газы и меши.
«RealFlow» может работать как полностью отдельное (standalone) приложение, а может использоваться в качестве компонента (плагина) к другим программам, таким как 3ds Max, Maya, LightWave, Softimage, Cinema 4D и Houdini.
К «RealFlow» существует отдельно распространяемая, но связанная с ним программа — «RealFlow RenderKit» (RFRK), которая предназначена для рендеринга (визуализации) результатов моделирования «RealFlow». Она позволяет генерировать процедурную геометрию во время рендеринга, а также выполнять рендеринг отдельных частиц жидкости.
«RealFlow» также содержит комплект разработчика (SDK), написанный на C++, который позволяет сторонним разработчикам дополнять функциональность программы или интегрировать её в свои продукты.

## Использование Realflow

### Художественные фильмы
| Оригинальное название                          | Название на русском языке                  | Год выхода |
| ---------------------------------------------- | ------------------------------------------ | ---------- |
| Skyline                                        | Скайлайн                                   | 2010       |
| Despicable Me                                  | Гадкий я                                   | 2010       |
| The Sorcerer's Apprentice                      | Ученик чародея                             | 2010       |
| Predators                                      | Хищники                                    | 2010       |
| Avatar                                         | Аватар                                     | 2009       |
| 2012                                           | 2012                                       | 2009       |
| District 9                                     | Район № 9                                  | 2009       |
| Watchmen                                       | Хранители                                  | 2009       |
| The Curious Case of Benjamin Button            | Загадочная история Бенджамина Баттона      | 2008       |
| City of Ember                                  | Город Эмбер: Побег                         | 2008       |
| Sweeney Todd: The Demon Barber of Fleet Street | Суини Тодд, демон-парикмахер с Флит-стрит  | 2007       |
| National Treasure: Book of Secrets             | Сокровище нации: Книга тайн                | 2007       |
| Meet the Robinsons                             | В гости к Робинсонам                       | 2007       |
| 300                                            | 300 спартанцев                             | 2007       |
| Primeval                                       | Первобытное зло                            | 2007       |
| Poseidon                                       | Посейдон                                   | 2006       |
| The Guardian                                   | Спасатель                                  | 2006       |
| Ice Age: The Meltdown                          | Ледниковый период 2: Глобальное потепление | 2006       |
| X-Men: The Last Stand                          | Люди Икс: Последняя битва                  | 2006       |
| Slither                                        | Слизняк                                    | 2006       |
| The Da Vinci Code                              | Код да Винчи                               | 2006       |
| Chicken Little                                 | Цыплёнок Цыпа                              | 2005       |
| Robots                                         | Роботы                                     | 2005       |
| Constantine                                    | Константин: Повелитель тьмы                | 2005       |
| Charlie and the Chocolate Factory              | Чарли и шоколадная фабрика                 | 2005       |
| The Incredibles                                | Суперсемейка                               | 2004       |
| The Matrix Reloaded                            | Матрица: Перезагрузка                      | 2003       |
| The League of Extraordinary Gentlemen          | Лига выдающихся джентльменов               | 2003       |
| Spy Kids 3-D: Game Over                        | Дети шпионов 3: Игра окончена              | 2003       |
| The Lord of the Rings: The Return of the King  | Властелин колец: Возвращение короля        | 2003       |
| Freddy vs. Jason                               | Фредди против Джейсона                     | 2003       |
| Minority Report                                | Особое мнение                              | 2002       |
| Ice Age                                        | Ледниковый период                          | 2002       |
| Final Fantasy: The Spirits Within              | Последняя фантазия: Духи внутри нас        | 2001       |
| Lara Croft: Tomb Raider                        | Лара Крофт: Расхитительница гробниц        | 2001       |
| Lost in Space                                  | Затерянные в космосе                       | 1998       |

### Телесериалы
| Оригинальное название                            | Название на русском языке                        | Год начала и конца выхода |
| ------------------------------------------------ | ------------------------------------------------ | ------------------------- |
| Lost                                             | Остаться в живых                                 | 2004 — 2010               |
| CSI: Crime Scene Investigation                   | C.S.I.: Место преступления                       | 2000 — настоящее время    |
| Get Ed                                           | Get Ed                                           | 2005 — 2006               |
| Rome                                             | Рим                                              | 2005 — 2007               |
| U2/ Greenday video clip: “The Saints are Coming” | U2/ Greenday video clip: “The Saints are Coming” | ???                       |

### Реклама
Коммерческие рекламы

| - Kraft Macaroni & Cheese - Discovery Channel - Amp'd Mobile - Strathmore Water - Cinnamon Toast Crunch - Nissan GT-R - Bacardi | - Nickelodeon - Mercedes - Sony Ericsson - Renault Laguna - Nescafe Expresso - Kellogg's Frosties - Chase Bank | - Guinness Beer - Heineken - Grand Marnier - Ariel Washing Powder - Biotherm - Vichy - Pontiac | - Gatorade - Carlsberg - Telia Xpress/ Motorola - Martini - BMW - Land Rover |

### CGI-ролики к компьютерным играм
«RealFlow» использовался при создании cinematic-видео к следующим компьютерным играм.
| Название игры                | Тип ролика          | Создатель ролика       |
| ---------------------------- | ------------------- | ---------------------- |
| Batman: Arkham City          | Рекламный трейлер   | Blur Studio            |
| World of Warcraft: Cataclysm | Вступительный ролик | Blizzard Entertainment |
| Mass Effect 2                | Рекламный трейлер   | Blur Studio            |
| Dante’s Inferno              | Внутриигровой ролик | Blur Studio            |
| Dragon Age                   | Внутриигровой ролик | Blur Studio            |
| Bioshock 2                   | Рекламный трейлер   | Blur Studio и BYVFX    |
| X-Men Origins: Wolverine     | Рекламный трейлер   | Blur Studio            |

## Рекомендуемая система
Windows
- Windows XP Professional
- Windows Vista / 7
- Windows Server 2008

Mac OS X
- Mac OS 10.5 и выше

Linux
- Нужна 64-bit система distribution поддержка 2.6.x kernel и glibc 2.5

Системные требования
- 2Ghz Intel Pentium 4 / AMD Athlon 64 и лучше
- 2GB минимум, 4GB рекомендуется
- 300 — 1,000MB место на диске
- Hardware-accelerated OpenGL графическая карта
- 3-кнопочная мышь

## Внешние ссылки
Официальные ресурсы
- realflow.com (англ.) — официальный сайт RealFlow
- RealFlow Features (англ.) (недоступная ссылка — история). Дата обращения: 14 декабря 2010.

Сторонние отдельные статьи и руководства
- Что такое Realflow 5 ? Мир3D (22 августа 2010). Дата обращения: 14 декабря 2010. Архивировано из оригинала 11 января 2012 года.
- Next Limit S.L.; Перевод — Евгений Иноземцев. Уроки по RealFlow компании Next Limit S.L. 2. Render.ru (года). Дата обращения: 14 декабря 2010.
- Профессиональный курс 3D-графики, анимации и VFX Autodesk® Maya®. Дата обращения: 14 декабря 2010. Архивировано 29 апреля 2012 года.

Обучающие ресурсы
- Видео уроки по RealFlow
- Базовый курс в формате pdf. от RealFlow.com